# Tycho Jessen (maler)
 Der er flere personer med dette navn, se Tycho Jessen (officer).
Tycho Carl Wilhelm Jessen (21. marts 1870 på Frederiksberg – 18. april 1921 i Saunte ved Hornbæk) var en dansk maler.

## Uddannelse
Hans forældre var løjtnant, fuldmægtig, senere kaptajn, kontorchef under Københavns Magistrat Tycho Wilhelm Carl Jessen (1844-1922 gift 2. gang 1893 med Alvilde Palmgreen Johansen, 1867-?) og Anna Louise Marie Ringheim, adopteret Erichsen (1844-1892). Faderen var søn af Tycho Jessen.
Jessen blev student fra Metropolitanskolen 1887, tog året efter filosofikum og begyndte at følge undervisning hos Malthe Engelsted. 1889-92 var han elev på Zahrtmanns Skole, hvor han til festerne spillede på violin, akkompagneret af vennen Nicolaus Lützhøft. Jessen var 1903-04 et enkelt semester på Kunstakademiets modelskole.

## Virke
Han debuterede på Charlottenborg Forårsudstilling 1891 med en pastel, Portræt af to børn, og udstillede her 1891-1909 samt 1918. På Kunstnernes Efterårsudstilling var han repræsenteret 1909 og 1913, og 1923 afholdt Kunstforeningen en retrospektiv udstilling af hans malerier.
I begyndelsen tilhørte Tycho Jessen Fynboerne, og hans første værker, såsom portrættet af Mathilde Fibiger (1891), har en lys kolorit i retning af Auguste Renoir. Men allerede i midten af 1890'erne fulgte han det eksempel, som malerne Herman Vedel, Vilhelm Tetens, Sigurd Wandel og Svend Hammershøi havde sat, og begyndte at lade sig inspirere at ældre tiders malerkunst. Det førte til en mørkere kolorit og en "galleritone" i hans malerkunst.
I nogle af Jessens portrætter, fx af Elfride Fibiger (1898) og Amalie Fibiger (1899), spores en direkte påvirkning fra Ejnar Nielsen, både i den mørke farveholdning, den strenge linjeføring og den monumentale ellers symbolistiske ambition. Han var kostumetegner ved Det Kongelige Teater 1910-15.
Senere vendte han tilbage til en lysere kolorit, bl.a. i en række landskabsmalerier, men fastholdt en monumental stil. Han nåede dog kun at gennemføre to store figurkompositioner, Faust og Wagner (1899) og Lea og Rachel (1909), førend han blev ramt af søvnløshed, som gjorde ham uarbejdsdygtig i årevis. Fra 1915 boede han i Saunte i Nordsjælland. I 1918 kunne han vende tilbage som udstiller på Charlottenborg, men døde fire år senere.
Jessen blev gift 26. juli 1893 i Sankt Pauls Kirke med Betty Emma Emilie Nielsen (27. januar 1859 smst. - 14. januar 1942 i Saunte), datter af møbelhandler Peter Adolph Nielsen (1819-1884) og Vilhelmine Seraphine Jacobsen (1828-1890).
Han er begravet på Hornbæk Kirkegård. Tycho Jessens Vej i Hornbæk er opkaldt efter ham.
Han er gengivet i et selvportræt 1888 og i kultegning 1889. Malerier af Vilhelm Tetens og af Malthe Engelsted 1901. Fotografi af Harald Paetz 1879 (Det Kongelige Bibliotek).

## Hæder
- Den Raben-Levetzauske Fond 1895-96
- Den Hielmstierne-Rosencroneske Stiftelse 1898
- Akademiets stipendium 1901
- Aarsmedaillen (Eckersberg Medaillen) 1918 for Dame i gartnerkittel

## Værker
Portrætter:
- Selvportræt (1888)
- Mathilde Fibiger (1891)
- Portræt af to børn (1891, pastel)
- Professor C.J. Salomonsen i bakteriologisk laboratorium (1893, Det Nationalhistoriske Museum på Frederiksborg Slot)
- Elfride Fibiger (1898, Det Nationalhistoriske Museum på Frederiksborg Slot)
- Dameportræt (Valborg Nielsen) (1898, Statens Museum for Kunst)
- Amalie Fibiger (1899)
- Maleren Vilhelm Tetens (1899, Astrid Bjerregaards samling, Hobro)[1]
- Portrætstudie til Margrethe (1900, Museet på Koldinghus)
- Portræt af en ung mand (1901)
- Maleren Malthe Engelsted (1901)
- Kunstnerens far, direktør for Hovedkassen Tycho Jessen (udstillet 1904, Københavns Museum)
- En ung pige (1907)
- Politikeren Fredrik Bajer (1918, Det Nationalhistoriske Museum på Frederiksborg Slot)
- Dame i gartnerkittel (1918, Eckersberg Medaillen)
- Hvilende kvinde (1918)
- Etatsråd Nicolai Petersen (Københavns Museum)

Andet:
- Faust og Wagner (udstillet 1899)
- Nature morte, ananas på tallerken (1900, Museet på Koldinghus)
- Interiør fra Hovedkassen (1906, Københavns Museum)
- Nature morte (1908)
- Lea og Rachel (1909)
- Blomsterbillede (1893, privateje)
- Opstilling med blomster (1896, privateje)

Desuden landskaber, opstillinger og flere blomsterbilleder